# Amtsgericht Schippenbeil
Das Amtsgericht Schippenbeil war ein preußisches Amtsgericht mit Sitz in Schippenbeil, Ostpreußen.

## Geschichte
Das königlich preußische Amtsgericht Schippenbeil wurde mit Wirkung zum 1. Oktober 1879 als eines von 17 Amtsgerichten im Bezirk des Landgerichtes Bartenstein im Bezirk des Oberlandesgerichtes Königsberg gebildet. Der Sitz des Gerichtes war Schippenbeil. Aufgehoben wurde die Gerichtskommission Schippenbeil beim Kreisgericht Bartenstein. Sein Gerichtsbezirk umfasste aus dem Kreis Friedland den Stadtbezirk Schippenbeil und die Amtsbezirke Genditten, Klingenberg, Landskron, Langhanken, Langendorf, Massaunen, Maxkeim, Romsdorf, Groß Schwansfeld, Stolzenfeld und Wöterkeim. Am Gericht bestand 1888 eine Richterstelle. Das Amtsgericht war damit ein kleines Amtsgericht im Landgerichtsbezirk.
Im Jahre 1945 wurden der Amtsgerichtsbezirk unter polnische Verwaltung gestellt und die deutschen Einwohner vertrieben. Damit endete auch die Geschichte des Amtsgerichtes Schippenbeil.